# Panturquismo

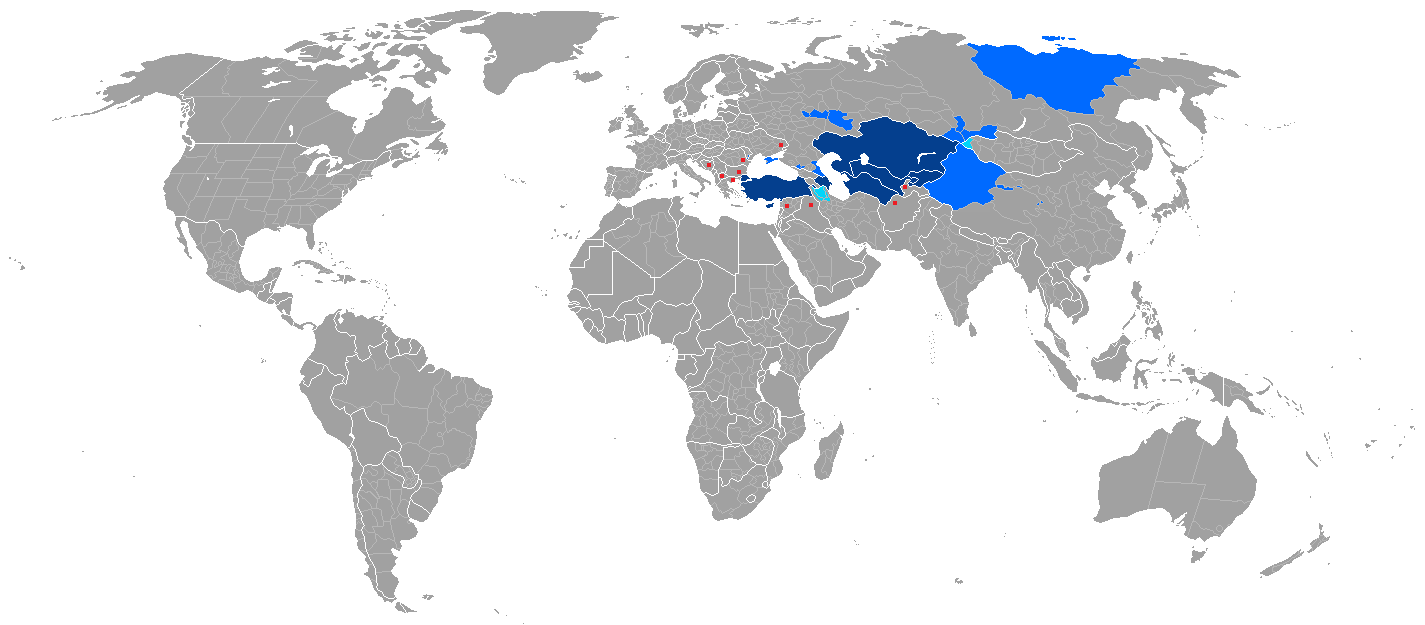
Países y regiones del mundo en las que una lengua túrquica es oficial

El panturquismo es un movimiento que surgió durante la década de 1880 entre los intelectuales turcos de Azerbaiyán (parte del Imperio ruso en ese momento) y el Imperio otomano (la actual Turquía), con el objetivo de unificar cultural y políticamente a todos los pueblos túrquicos. El turanismo es un movimiento estrechamente relacionado, pero en términos más generales que el turquismo, puesto que el turquismo se aplica solo a los pueblos túrquicos. Sin embargo, investigadores y políticos empapados en la ideología túrquica han usado estos términos indistintamente en muchas fuentes y obras literarias. Aunque los pueblos túrquicos comparten raíces históricas, culturales y lingüísticas, el surgimiento de un movimiento político pantúrquico es un fenómeno de los siglos XIX y XX, en parte como respuesta al desarrollo del paneslavismo y el pangermanismo en Europa, e influyó en el paniranismo en Asia. Ziya Gökalp definió el panturquismo como un concepto cultural, académico, filosófico y político que defiende la unidad de los pueblos túrquicos. A raíz de ideologías asociadas a este movimiento, se han producido hechos como el Genocidio Armenio de 1915.